# Inge Lehmann
Inge Lehmann (Kopenhagen, 13 mei 1888 – aldaar, 21 februari 1993) was een Deense seismologe, bekend om haar baanbrekende onderzoek naar de interne structuur van de Aarde.
Lehmann werd geboren in de wijk Østerbro en was de dochter van de psycholoog Alfred Lehmann (1858-1921) en Ida Sophie Tørsleff (1866-1935). Ze studeerde van 1907 tot 1910 wiskunde aan de Universiteit van Kopenhagen. Vervolgens studeerde ze een jaar aan Newnham College van de Universiteit van Cambridge, waar ze Niels Bohr ontmoette, maar ze raakte overwerkt en keerde in december 1911 terug. Na haar herstel werkte ze enige jaren bij een verzekeringsmaatschappij. In 1918 zette ze haar studie aan de Universiteit van Kopenhagen voort, waar ze in 1923 afstudeerde.
In 1925 werd Lehmann assistente van de geodeet Niels Erik Nørlund, die bezig was met het opzetten van seismologische meetstations in Denemarken en Groenland. Lehmann raakte bij het project betrokken en begon zich in de seismologie te verdiepen, waarvoor ze onder anderen Beno Gutenberg in Darmstadt opzocht. In 1928 studeerde ze nogmaals af, nu in de seismologie. Ze kreeg daarna de leiding over de seismologische metingen van het Koninklijk Deens Geodetisch Instituut. Lehmann ging in 1953 met pensioen, maar bleef bezig met onderzoek, samen met onder anderen Maurice Ewing en Frank Press.

## Ontdekkingen
Inge Lehmann is vooral bekend vanwege haar ontdekking van twee seismische discontinuïteiten in de Aarde. In 1936 bewees Lehmann aan de hand van haar seismologische metingen van S-golven dat de aardkern uit een vloeibare buitenkern en een vaste binnenkern bestaat. Tijdens haar latere werk ontdekte ze een andere discontinuïteit op 190 tot 250 km diepte in de aardmantel, die naar haar de Lehmanndiscontinuïteit genoemd wordt.

## Erkenning
Voor haar werk ontving Lehmann verschillende onderscheidingen, waaronder
- de Harry Oscar Wood Award (1960)
- de Emil-Wiechert-Medaille (1964)
- de gouden medaille van de Deense Academie van Wetenschappen (1965)
- het Tagea Brandt legaat (1938 en 1967)
- de William Bowie medaille (1971)
- de medaille van de Seismological Society of North America (1977).

Ze ontving eredoctoraten van Columbia University (1964), en de Universiteit van Kopenhagen (1968).
Naar haar vernoemd zijn:
- De Inge Lehmann Medal van de American Geophysical Union (1997);
- de Lehmanndiscontinuïteit in de aardmantel;
- de planetoïde 5632 Ingelehmann.